# Jacobus Vaet
Jacobus Vaet (* wahrscheinlich 1529 in Kortrijk oder Harelbeke; † 8. Januar 1567 in Wien) war ein franko-flämischer Komponist, Sänger und Kapellmeister der späten Renaissance.

## Leben und Wirken
Der Vater von Jacobus, Egidius Vaet, bat in einer Eingabe an das Kapitel der Liebfrauenkirche in Kortrijk am 17. Februar 1543 darum, seinen 13 Jahre alten Sohn in den Chor aufzunehmen. Nach dieser Angabe liegt sein Geburtsdatum wohl zwischen dem 18. Februar 1529 und dem 17. Februar 1530. In den Mitgliederlisten der Kantorei von 1543 bis 1546 wird er als Jacob vandenVaet geführt. Größeren Einfluss auf ihn in dieser Zeit hat sicher der Komponist Nicolas Gombert ausgeübt, der am Ende seines Lebens († um 1556) in Kortrijk als Kanoniker wirkte. Nach seinem Stimmbruch bekam Jacobus vom Kapitel in Kortrijk ein Stipendium zum Studium an der Universität Löwen. In der Matrikelliste der Universität erscheint er am 29. August 1547 als „Jacobus Vat de Arelbeke“. Nach Ablauf des Stipendiums wurde er im Sommer 1549 Mitglied der Sängerkapelle von Kaiser Karl V.; im darauf folgenden Jahr wurde er dort in der Liste als verheirateter Tenorsänger geführt. Ende 1551 oder Anfang 1552 verließ Jacobus Vaet die Dienste des Kaisers und ging an die Kapelle von Erzherzog Maximilian nach Wien, wo er bis zu seinem Tod geblieben ist.
Schon nach zwei Jahren Dienst an dieser Kapelle erreichte er hier am 1. Januar 1554 den Rang des Kapellmeisters. Ein erhaltener Brief des Komponisten an Erzherzog Ferdinand bezieht sich auf seine Motette „Ferdinande imperio princeps“ und erlaubt damit auch die Datierung dieses Werks; drei Jahre später erschien es im Druck. Im folgenden Jahr, es war März 1566, wurde Kurfürst August von Sachsen vom Kaiser mit der Position eines Erzmarschalls belehnt; zu diesem Anlass kam es in Augsburg zu einem Treffen von drei hochrangigen Hofkapellen: der Münchner Hofkapelle unter Leitung von Orlando di Lasso, der kursächsischen Hofkapelle aus Dresden unter Antonio Scandellos Leitung und der Wiener Hofkapelle unter Leitung von Jacobus Vaet. Schon im folgenden Jahr, am 8. Januar 1567, ist Vaet im Alter von etwa 37 Jahren verstorben. Kaiser Ferdinand II. hatte offenbar ein enges Verhältnis zu ihm, denn er trug in sein Tagebuch ein: „Den 8. Januarij ist main capelmaister Jacobus Faet in gott verschiden“. Viele Komponisten danach haben Jacobus Vaet in einer Trauermusik ein musikalisches Denkmal gesetzt, so Jakob Regnart, ein Schüler Vaets, in der Motette „Defunctum charites Vaetem“, oder haben Parodiemessen auf Motetten des Komponisten geschrieben, so Johannes de Cleve oder Jacobus Gallus. Sein Werk wurde auch von Musiktheoretikern sehr gelobt, so von Hermann Finck, Ludovico Zacconi oder von Pietro Cerone.

## Bedeutung
Jacobus Vaet gehört zur Generation von Giovanni Pierluigi da Palestrina und Orlando di Lasso; sein Kompositionsstil nimmt eine Zwischenstellung zwischen diesen und der vorangegangenen Generation von Nicolas Gombert und Jacobus Clemens non Papa ein. Sein werkmäßiges Hauptgewicht lag in den Motetten; in dieser Gattung zeigte er eine besondere Meisterschaft in der Handhabung der verschiedenen kontrapunktischen und satztechnischen Mittel. Eine besondere Prägung erfuhr sein Stil offenbar durch Nicolas Gombert; auch ist ein gegenseitiger Einfluss zwischen ihm und Orlando di Lasso feststellbar. So hat sich Lasso in seinen mehrchörigen Werken weniger an dem venezianischen coro-spezzato-Stil orientiert, sondern mehr an den mehrchörigen Kompositionen von Jacobus Vaet. Beide Komponisten haben Trauermusiken (Nänien) auf den Tod von Clemens non Papa geschrieben („Continuo lachrimas, cantores, fundite fluxu“). Alle Messen Vaets sind Parodiemessen auf eigene oder andere Vorlagen; hier gibt es sogar Doppel-Parodien (Parodien über Parodien), die eine besondere kontrapunktische Meisterschaft zeigen. So sind die beiden Messen von Vaet „Tityre, tu patulae“ und „Vitam quae faciunt beatiorem“ Parodien über die Motetten „Tityre, tu patulae“ von Lasso und „Vitam quae faciunt beatiorem“ von Vaet selbst, die aber schon Parodien auf Motetten Lassos sind.
Vaet benutzte auch musikalisches Material von Josquin, Jean Mouton, Jachet de Mantua, Christian Hollander, Clemens non Papa, Cipriano de Rore und anderen. Er scheint auch der Erste gewesen zu sein, der eine Missa quodlibetica geschrieben hat und fand darin Nachahmer in Jakob Regnart, Carl Luython und anderen. Harmonisch zeigt Vaet öfters kühne Dissonanzen, die von der Verwendung übermäßiger Sexten und Oktaven ausgehen. Im Vergleich zu Clemens non Papa ist er tonal weniger an Kirchentonarten orientiert, dichter im Satzgefüge und noch konkreter im Wortausdruck. Der Komponist schuf auch eine Gruppe von Motetten zum Lobe der Musik, so wie auch Jacobus Clemens non Papa und Orlando di Lasso, die sicher zu einem bestimmten Anlass entstanden sind, so beispielsweise „Musica, Dei donum optimi“. Ebenso gibt es von ihm eine Reihe von Huldigungsmotetten für Angehörige des Hauses Habsburg; hierher gehört „Romulidum invicti pulcherrima filia regis“ zur Hochzeit von Katharina, Tochter von Ferdinand I. mit Sigismund von Polen am 31. August 1553.

## Werke
Gesamtausgabe: Jacobus Vaet, Sämtliche Werke, herausgegeben von Milton Steinhardt, Graz 1961–1988 (= Denkmäler der Tonkunst in Österreich 98, 100, 103–104, 108–109, 113–114, 116, 118, 145).
- Messen
  - Missa „Confitemini“ zu vier Stimmen, auf eine Motette von Jean Mouton
  - Missa „Dissimulare“ zu sechs Stimmen, auf die Motette „Dissimulare etiam sperasti“ von Cipriano de Rore
  - Missa „Ego flos campi“ zu sechs Stimmen, auf die gleichnamige Motette von Jacobus Clemens non Papa
  - Missa „J’ai mis mon coeur“ zu acht Stimmen, auf das eigene „Salve Regina“ von 1564
  - Missa „Miser qui amat“ zu acht Stimmen, auf die gleichnamige eigene Motette
  - Missa pro defunctis zu fünf Stimmen
  - Missa quodlibetica zu fünf Stimmen
  - Missa „Tityre, tu patulae“ zu sechs Stimmen, auf die gleichnamige Motette von Orlando di Lasso und die eigene Motette „Vitam quae faciunt beatiorem“
  - Missa „Vitam quae faciunt beatiorem“ zu sechs Stimmen, auf die eigene gleichnamige Motette und „Tityre, tu patulae“ von Orlando di Lasso
- Motetten (insgesamt 66)
  - Kanon „Qui operatus est Petro“ zu sechs Stimmen, Wien 1560
  - Sammelband „Modulationes, Liber 1“ zu fünf Stimmen, Venedig 1562
  - Sammelband „Modulationes, Liber 2“ zu fünf bis sechs Stimmen, Venedig 1562
  - Weitere Motetten in 16 Sammeldrucken und 3 Handschriften
- Weitere geistliche Werke
  - 8 Magnificat (eine in jedem Ton)
  - 8 Salve Regina: 2 vierstimmige, 2 fünfstimmige, 2 sechsstimmige und 2 achtstimmige
  - 8 Hymnen zu fünf bis sechs Stimmen
  - „Vater unser im Himmelreich“
  - Hymnus Sancti Michaelis archangeli (Fragment)
- Chansons
  - „Amour leal“ zu vier Stimmen, im Jardin musical, Libre 2, Antwerpen [1556]
  - „En l’ombre d’ung buissonet“ zu vier Stimmen, im Liber secundus suavissimarum et iucundissimarum harmoniarum, Nürnberg 1568
  - „Sans vous ne puis“ zu vier Stimmen, im Premier livre des chansons, Löwen 1554